# Phalangodus
Phalangodus is een geslacht van hooiwagens uit de familie Cranaidae.
De wetenschappelijke naam Phalangodus is voor het eerst geldig gepubliceerd door Gervais in 1842. 

## Soorten
Phalangodus omvat de volgende 2 soorten:
- Phalangodus anacosmetus
- Phalangodus poecilis